# 캐머런 핀리
캐머런 핀리(Cameron Finley, 1987년 8월 30일 ~ )는 미국의 영화배우이다.
갈랜드에서 태어났다.

## 방송
- SOS 해상 구조대

## 영화
- 사랑이 다시 올 때 (1998년) - 트래비스 역
- 비버는 해결사 (1997년)
- 위대한 승리 (1995년)
- 남과 북 3 (1994년)
- 8초의 승부 (1994년)
- 길버트 그레이프 (1993년)
- 퍼펙트 월드 (1993년) - 밥 필더 주니어 역
- 시티 레인져 (1993년)
- SOS 해상 구조대 (1989년)